# Banque du sang

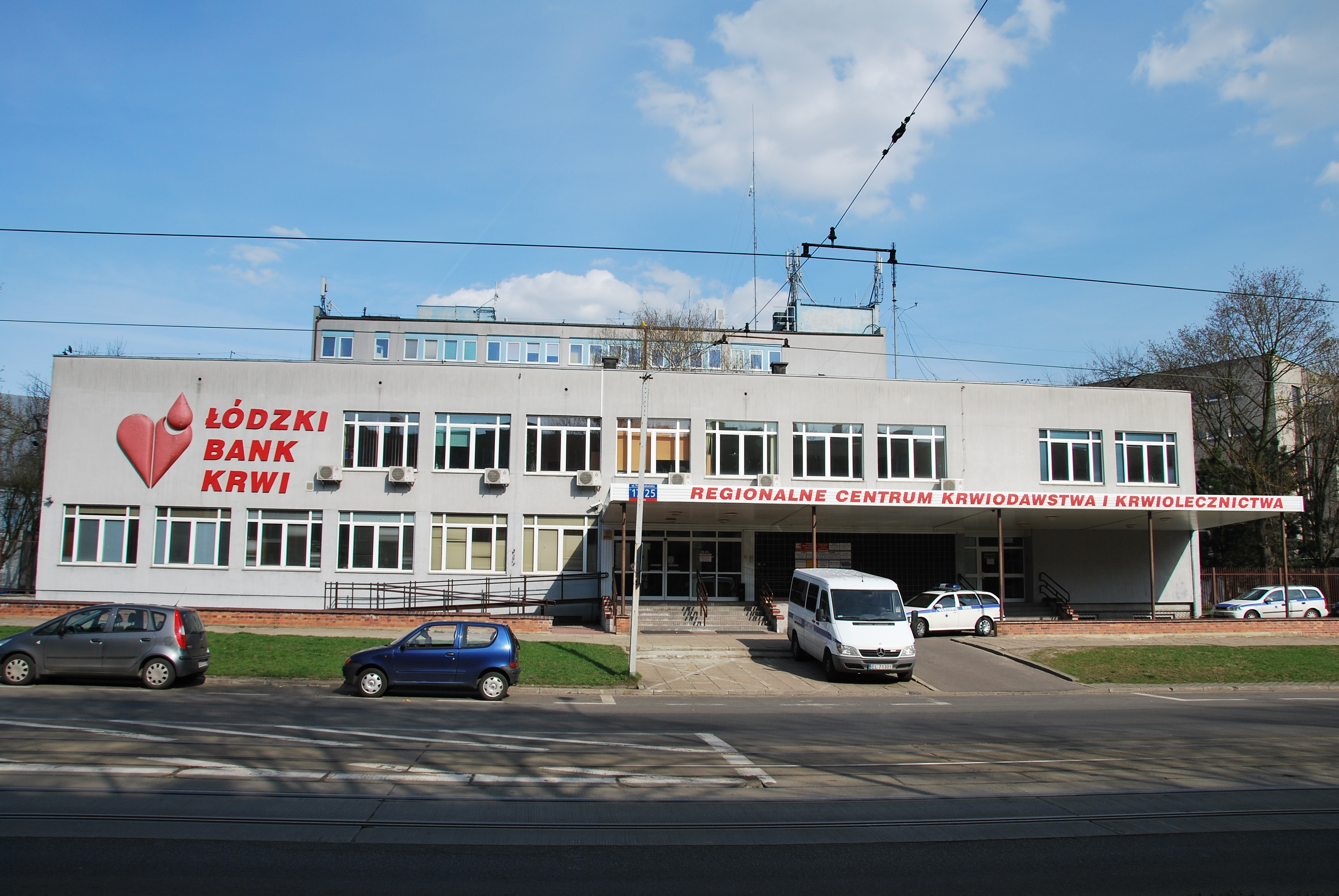
Banque du sang à Łódź, Pologne.

Une banque du sang est un terme générique désignant au plus l’établissement chargé de la collecte, la préparation, la qualification biologique, la gestion et la distribution du sang humain et des médicaments dérivés du sang, ou au moins un matériel entrant dans cette chaîne.
Le terme de banque du sang regroupe des significations très différentes selon les pays et les époques. Les lieux et matériels de collecte du sang, les lieux de contrôle de qualité, les lieux de transformation, les lieux et matériels de stockage (y compris le réfrigérateur spécial permettant la conservation finale des produits prêts à l’emploi dans les établissements de soins) peuvent ou non faire partie du concept de banque de sang selon les règlementations nationales.
La banque du sang est tout à la fois la structure et l’organisation qui permet la réalisation des transfusions sanguines. Les réglementations concernant le fonctionnement des banques de sang varient d’un pays à l’autre.

## Produits pour la transfusion sanguine
Sous le terme générique de transfusion sanguine sont regroupés différents types de transfert de produits sanguins obtenus par des procédés industriels très sécurisés dans une banque de sang, à partir du sang entier ou d’une fraction de sang, prélevés chez le donneur.
- La transfusion de sang total, qui est du sang transfusé sans séparation. Les globules rouges comme les autres constituant du sang, sont transfusés à des patients souffrant d'anémie ou de carence en fer. Cela contribue également à améliorer la saturation en oxygène dans le sang. Le sang total peut être conservé entre 2,0 °C et 6,0 °C pendant 35 à 45 jours.
- La transfusion de plaquettes est utilisée pour ceux qui ont un faible nombre de plaquettes. Les plaquettes peuvent être conservées à température ambiante jusqu'à 5 à 7 jours.
- La transfusion de plasma est indiquée chez les patients souffrant d'insuffisance hépatique, d'infections graves ou de brûlures graves. Le plasma frais congelé peut être conservé à très basse température, -30 °C, jusqu'à 12 mois. La séparation du plasma du sang d'un donneur est appelée plasmaphérèse.

## Autres productions
Il s’agit essentiellement d’extraire des molécules présentes dans le sang et d’intérêt pour le traitement des malades dites médicaments dérivé du sang : albumine, facteurs de coagulation, immunoglobulines ou dans le cadre de la recherche pour la mise au point de thérapies innovantes.